# Dmitri Logoenov
Dmitri Viktorovitsj Logoenov (Russisch: Дмитрий Викторович Логунов) (Volgograd, 25 mei 1962) is een Russische arachnoloog.

## Biografie
In 1979 studeerde hij af aan de middelbare school in Batoemi . Hij studeerde biologie aan de Staatsuniversiteit van Leningrad. In 1985 behaalde hij zijn diploma aan het departement Entomologie met zijn thesis over "Spinnen in Azerbeidzjan".
Hij was curator van het de spinnenverzameling in het Siberisch Zoölogisch Museum in Novosibirsk van 1996 tot 2001. Daarna verhuisde hij naar Manchester, waar hij curator werd van geleedpotigen in het universiteitsmuseum. Hij is lid van verscheidene internationale organisaties van arachnologie en entomologie. Hij heeft meer dan 150 wetenschappelijke publicaties, voornamelijk over systematiek, taxonomie en morfologie van spinnen, in het bijzonder over de familie van Salticidae. Hij beschreef 296 soorten spinnen, 2 soorten hooiwagens en 11 geslachten en 3 ondergeslachten van spinnen.

## Vernoemingen
Er zijn 19 soorten van spinnen, 4 soorten van kevers, 1 hooiwagen, 1 uitgestorven soort van netvleugelingen en 1 uitgestorven soort van vogels.
- Bibliothèque nationale de France: cb16914680v (data)
- Gemeinsame Normdatei: 108959397X
- International Standard Name Identifier: 0000 0000 3669 9432
- Library of Congress Control Number: n2006069925
- Nationale Bibliotheek van Tsjechië: xx0146402
- Nederlandse Thesaurus van Auteursnamen: 297321390
- ORCID: 0000-0002-1983-7535
- Système universitaire de documentation: 16627626X
- Virtual International Authority File: 68361058